# Compal Electronics
Compal Electronics (forenklet kinesisk: 仁宝电脑工业股份有限公司; traditionelt kinesisk: 仁寶電腦工業股份有限公司) er en taiwansk elektronikvirksomhed og original design manufacturer (ODM). De producerer computere, fladskærme og andet elektronik til flere større virksomheder. I 2010 fremstillede de 48 mio. bærbare computere.